# Коефіцієнт розгазування нафти
Коефіцієнт розгазування нафти (рос. коэффициент разгазированости нефти; англ. oil degassing ratio; нім. Koeffizient m der Erdölentgasung f) — кількість газу, який виділяється з одиниці маси або об'єму нафти при зниженні тиску на одиницю. Він звичайно збільшується в міру зниження тиску, але зростає в області дуже високих температур і тисків у зв'язку з явищами зворотного випаровування.
Вимірюється в м3/(м3∙Па) або м3/(кг∙Па).